# Wuming, Anhui
Wuming (kinesiska: 伍明') är en köping i östra Kina. Den ligger i stadsdistriktet Yingquan i staden Fuyang i provinsen Anhui, omkring 190 kilometer nordväst om provinshuvudstaden Hefei. 